# L'Appel éternel
L'Appel éternel (en russe : Вечный зов, Vetchny zov) est une série télévisée soviétique inspirée du roman éponyme d'Anatoli Ivanov, produite par le studio de cinéma Mosfilm en 1973-1983 et réalisée par Valery Ouskov et Vladimir Krasnopolski. La série a été diffusée à la télévision soviétique pour la première fois le 2 juin 1976.

## Fiche technique
- Titre original : Вечный зов
- Réalisation : Vladimir Krasnopolski et Valeri Ouskov
- Scénario : Konstantin Issaïev, Anatoli Ivanov
- Musique : Leonid Afanassiev
- Pays d'origine : URSS
- Format : Couleurs - 35 mm - Mono
- Genre : drame
- Durée : 19 épisode
- Date de sortie : 1973-1983

## Distribution (dans l’ordre du générique)
- Piotr Lioubechkine : Silanti Saveliev
- Vladimir Borissov : Semion
- Tamara Degtiariova : Agata
- Vladimir Zemlianikine : Grigori
- Nikolaï Ivanov : Ivan Saveliev
- Nikolaï Lebedev : Mitrofan
- Ada Rogovtseva : Anna
- Alexeï Serebriakov : Dmitri Saveliev
- Vadim Spiridonov : Fiodor Saveliev
- Valeri Khlevinski : Anton Saveliev
- Tamara Siomina : Anfissa
- Oleg Bassilachvili : Arnold Lakhnovski
- Piotr Veliaminov : Polikarp Kroujiline
- Zinaida Vorkoul : Markovna
- Vladimir Zamanski : Fiodor Netchaïev
- Boris Ivanov
- Mikhaïl Kokchenov : Arkadi Moltchoun
- Efim Kopelian : Mikhaïl Kaftanov
- Vera Kouznetsova : Glafira Dementievna
- Natalia Koustinskaïa : Polina Lakhnovskaïa
- Ivan Lapikov : Pankrat Nazarov
- Rimma Markova : Vassilissa
- Andreï Martynov : Kirian Inioutine
- Radner Mouratov : Magomedov
- Olga Naoumenko : Varia
- Leonid Kharitonov : Egor
- Youri Smirnov (ru) : Piotr Polipov